# G1방송 DMB
G1방송 DMB는 강원특별자치도를 가시청권으로 하는 지상파DMB 방송국으로, 2008년 2월 29일에 개국하였으며 2011년 10월 10일 방송국의 명칭을 GTB DMB에서 G1 DMB로 변경하였다. 2021년 1월부터 G1 DMB에서 G1방송 DMB로 변경 하여.  ㈜G1방송이 사업자로서 운영하고 있다.

## 방송국 연혁
- 2007년 5월 2일 : 강원지역 지상파DMB방송국 허가
- 2008년 2월 29일 : 지상파DMB방송국 GTB DMB 개국 (대룡산 송신소)
- 2011년 10월 10일 : GTB DMB에서 G1 DMB로 변경
- 2011년 12월 15일 : G1 DMB 백운산 중계소, 괘방산 중계소 개국
- 2014년 8월 18일 : 현대 홈쇼핑, G1 DMB로 송출
- 2016년 : G1 DMB 청대산 중계소, 봉황산 중계소 개국
- 2021년 1월 4일 : G1 DMB에서 G1방송 DMB로 변경
- 2023년 1월 31일 : HI G1, 서울 본사의 DMB 프로 중단, GO G1 로고 작게 표시
- 2023년 2월 1일 : HI G1, G1 TV 송출.
- 2023년 12월 1일 : HI G1, GO G1이 SD HD로 송출.

## 비디오 채널
- Hi G1

현재는 G1방송 TV를 송출중이다.
- Go G1

현재는 YTN DMB를 송출중이다.2025년 1월 1일 부터 자체 편성을 중지, 수도권 YTN DMB가 재전송 된다.

## 데이터 채널
- G1 DATA

G1방송 DMB에서 운영하는 자체채널이다. 부가 데이터 서비스, 지역정보, 웹서비스 등 다양한 데이터 서비스를 제공하는 채널이다.
- DTS

YTN DMB에서 운영하는 임대채널이다. 부가 데이터 서비스, 교통정보, 웹서비스 등 다양한 데이터 서비스를 제공하는 채널이다.

## 방송 송출 시설망
- 호출부호 : HLCG-TDMB

| 송신소        | 주파수              | 출력 | 송신소 위치                       | 비고 |
| ------------- | ------------------- | ---- | --------------------------------- | ---- |
| 대룡산 송신소 | CH 13B (214.736MHz) | 2㎾  | 강원 춘천시 동내면 고은리 산1-2   |      |
| 백운산 중계소 | CH 13B (214.736MHz) | 2㎾  | 강원 원주시 판부면 서곡리 산116-1 |      |
| 태기산 중계소 | CH 13B (214.736MHz) | 2㎾  | 강원 횡성군 둔내면 태기리 산1-5   |      |
| 괘방산 중계소 | CH 13B (214.736MHz) | 2㎾  | 강원 강릉시 강동면 정동진리 산19  |      |
| 봉황산 중계소 | CH 13B (214.736MHz) | 90W  | 강원 삼척시 정상동 산41           |      |
| 청대산 중계소 | CH 13B (214.736MHz) | 90W  | 강원 속초시 도문동 산151          |      |

## 관련 보기
- MY MBC
- U-KBS
- 대한민국의 지상파DMB